# Hermann Heinrich Ploss
Hermann Heinrich Ploss, né et mort à Leipzig (8 février 1819 - 11 décembre 1885) fut un gynécologue et anthropologue allemand.
Il fut professeur à l'Université de médecine de Leipzig.
Il publia les nombreux ouvrages relatif à la sexologie et fut reconnu comme l'un des fondateurs de la gynécologie comparative et de la pédiatrie.

## Œuvres
- Das Kind in Brauch und Sitte der Völker (L'enfant dans la coutume et coutume des peuples). 2e édition, Auerbach, Stuttgart 1876.
- Das Weib in der Natur- und Völkerkunde (Histoire naturelle et ethnologie de la femme) 2e édition, Grieben, Leipzig 1885.